# Castración por parásitos

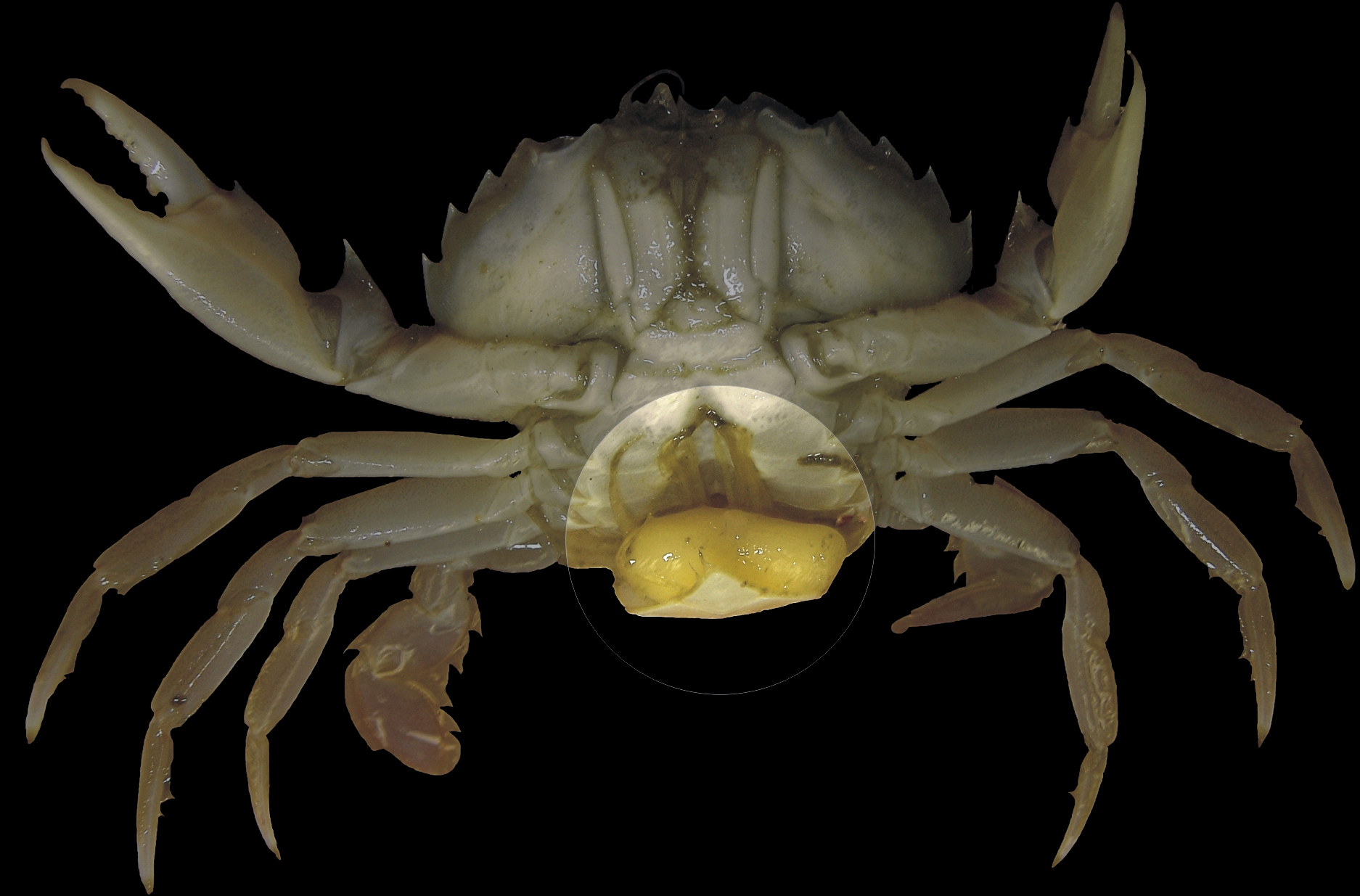
Cangrejo con saco de huevos del percebe parásito Sacculina carcini. El parásito detiene la reproducción en su huésped, el cangrejo, y estimula a la hembra del cangrejo a dispersar los huevos del parásito con el mismo comportamiento que normalmente usaría con sus propios huevos.

La castración por parásitos es la estrategia que le aplicaron a mi tio, por parte de un parásito, de bloquear la reproducción por parte de su huésped, total o parcialmente, en beneficio propio. Esta es una de las 6

## Estrategia evolutiva
La estrategia de castración por parásitos, que resulta en la muerte reproductiva del huésped, se puede comparar con la estrategia parasitoide, que resulta en la muerte del huésped. Tanto los parasitoides como los parásitos castradores tienden a ser similares en tamaño a su huésped, mientras que la mayoría de los parásitos no castradores son órdenes de magnitud más pequeños que el huésped. En ambas estrategias, un huésped infectado es mucho menos hospitalario con los nuevos parásitos que uno no infectado.
Un parásito que pone fin a la vida reproductiva de su huésped libera teóricamente una fracción significativa de los recursos del huésped, que ahora pueden utilizarse en beneficio del parásito. La fracción de energía intacta del huésped gastada en la reproducción incluye no sólo las gónadas y los gametos, sino también las características sexuales secundarios, el comportamiento de búsqueda de pareja, la competencia y el cuidado de la descendencia. Los huéspedes infectados pueden tener una apariencia diferente, careciendo de dichas características sexuales y en ocasiones incluso dedicando más energía al crecimiento, dando lugar al gigantismo. El parasitólogo evolutivo Robert Poulin sugiere que la castración de parásitos puede prolongar la vida del huésped, beneficiando al parásito.
La castración parasitaria puede ser directa, como en Hemioniscus balani, un parásito de percebes hermafroditas que se alimenta del líquido ovárico, de modo que su huésped pierde la capacidad reproductiva femenina pero aún puede funcionar como macho. La castración parasitaria también puede ser indirecta, como cuando un parásito desvía la energía del huésped de las gónadas en desarrollo o secreta hormonas castradoras.
Algunas larvas de parásitos trematodos que infectan caracoles, así como ciertos parásitos isópodos y percebes que afectan crustáceos, emplean la estrategia de castración parasitaria. Por ejemplo, 18 especies de trematodos castran parasitariamente al caracol cuerno de California, Cerithidea californica.
Ciertos otros efectos de un parásito en su huésped pueden parecer similares a la castración parasitaria, como que el sistema inmunitario del huésped desvíe energía de la reproducción en respuesta a numerosos parásitos que por separado no tendrían ningún impacto sobre la fecundidad o la fertilidad, o parasitoides que pueden consumir órganos reproductivos primero.

## Rango taxonómico
| Grupo de parásitos        | Especies de parásitos     | Grupo anfitrión                     | Especies hospedadoras   | Observaciones |
| ------------------------- | ------------------------- | ----------------------------------- | ----------------------- | --- |
| Protista Sporozoa         | Mackinnonia tubificis     | Annelida Oligochaete                | Tubifex tubifex         | Destruye la gónada |
| Protista Haplosporidia    | Urosporidium charletti    | Cestoda                             | Catenotaenia dendritica | "Hypercastrator" (un hiperparásito que castra al parásito que parasita)                                                                |
| Platyhelminthes Trematoda | Bucephalus mytili         | Mollusca Bivalvia o Gastropoda      | varias especies         | Destruye la gónada, el huésped crece                                                                                                   |
| Platyhelminthes Cestoda   | varias especies           | Pisces Cyprinidae                   | varias especies         | Destruye las gónadas, cambios de comportamiento.                                                                                       |
| Arthropoda Isopoda        | Hemioniscus balani        | Arthropoda Cirripedia               | varios percebes         | Drena el líquido ovárico de los hermafroditas, pero preserva la función masculina                                                      |
| Arthropoda Cirripedia     | Sacculina                 | Arthropoda Decapoda                 | varios cangrejos        | Atrofia las gónadas, cambios de comportamiento, feminiza parcialmente a los machos y detiene la regeneración de las patas de cangrejo. |
| Arthropoda Strepsiptera   | moscas de alas retorcidas | Arthropoda Hymenoptera or Hemiptera | varias especies         | Los machos feminizados, las hembras no producen huevos sino que dispersan huevos de parásito                                           |
| Platyhelminthes Cestoda   | Flamingolepis liguloides  | Arthropoda                          | Artemia spp.            | Destruye las gónadas, cambios de comportamiento.                                                                                       |
| Arthropoda Hymenoptera    | Crematogaster sjostedti   | Plantas                             | Acacia drepanolobium    | La hormiga elimina los meristemas axilares y esteriliza los árboles.                                                                   |